# إلينا إغرز
إلينا إغرز (بالسويدية: Elina Eggers)‏ هي غطاسة سويدية، ولدت في 12 مارس 1987 في ستوكهولم في السويد.

## وصلات خارجية
- إلينا إغرز على موقع الاتحاد الدولي للسباحة (الإنجليزية)
- إلينا إغرز على موقع قاعدة بيانات الغوص IAT (الألمانية)
- إلينا إغرز على موقع اللجنة الأولمبية الدولية (الإنجليزية)
- إلينا إغرز على موقع أوليمبيديا (الإنجليزية)
- إلينا إغرز على موقع اللجنة الأولمبية السويدية (السويدية)